# 河鼓增四
天鷹座π，又名BD+11 3994，HD 187259、SAO 105282、HR 7544，是天鷹座的一颗恒星，视星等为5.72，位于銀經50.08，銀緯-7.01，其B1900.0坐标为赤經19h 43m 59.3s，赤緯+11° -7.01′ 1″。